# Periperí
Periperí, właśc. Hamílton Ferreira Leal (ur. 21 sierpnia 1928 w Salvadorze) – brazylijski piłkarz, występujący na pozycji bramkarza.

## Kariera klubowa
Periperí występował w klubie Fluminense Feira de Santana.

## Kariera reprezentacyjna
W reprezentacji Brazylii Periperí zadebiutował 15 września 1957 w przegranym 0-1 meczu z reprezentacją Chile, którego stawką było Copa Bernardo O’Higgins 1957. Drugi i ostatni raz w reprezentacji wystąpił 18 września 1957 w zremisowanym 1-1 meczu z reprezentacją Chile.